# Jean Dumont (cyclisme)
Pour les articles homonymes, voir Jean Dumont et Dumont.
Jean Dumont, né le 14 août 1943 à Ambérieu, est un coureur cycliste français, professionnel de 1966 à 1971. Dumont est sociétaire au club cycliste local du A.S.E.B. Lyon.

## Biographie
En amateur, en 1963, il a été champion de France et vainqueur du Grand Prix de France contre-la-montre, doublé que seuls Jacques Anquetil et Bernard Thévenet ont réalisé. En 1965, il a été premier du Grand Prix des Nations amateurs contre-la-montre. Il passe professionnel en 1966 dans l'équipe Peugeot-BP-Michelin dont les leaders sont Eddy Merckx, Tom Simpson et Roger Pingeon.
En 1971, second de la compétition, il fut déclassé du championnat de France sur route pour cause de dopage, comme le vainqueur, Yves Hézard, et comme l'avaient été Paul Gutty l'année précédente et Désiré Letort en 1967.
En 1971, il arrête la compétition à la suite du décès de son père. Il reprend l'entreprise de matériel de sécurité que ce dernier avait créée.

## Palmarès

### Palmarès amateur
- 1963
  -  Champion de France sur route amateurs
  - Circuit Auxois
  - Grand Prix Ponçon-Paul Chocque
  - Grand Prix de Saint-Symphorien-sur-Coise
  - Grand Prix de France
  - 2e du Test préolympique contre-la-montre par équipes
- 1964
  - 3eb étape de la Route de France
  - Grand Prix du Faucigny
  - 2e du Grand Prix de Vougy
  - 2e du Tour de l'Yonne
  - 3e du championnat de France sur route amateurs
  - 3e de la Polymultipliée lyonnaise amateurs
- 1965
  - Tour des Alpes de Provence :
    - Classement général
    - 2eb et 3ea (contre-la-montre) étapes

  - Grand Prix du Faucigny
  - Grand Prix des Nations amateurs
  - 2e de la Route de France
  - 2e de la finale du Trophée Peugeot

### Palmarès professionnel
- 1965
  - Boucles pertuisiennes
- 1966
  - 3e du Grand Prix de Fréjus
- 1967
  - 3e du Tour du Morbihan
- 1968
  - 5eb étape du Tour de France
  - 3e de Paris-Camembert
  - 3e du Circuit d'Auvergne
  - 6e du Tour de Romandie
- 1970
  - 3e du Grand Prix de Montauroux
- 1971
  - 9e du Grand Prix du Midi Libre

## Résultats sur les grands tours

### Tour de France
5 participations
- 1967 : 38e
- 1968 : 21e, vainqueur de la 5eb étape
- 1969 : 16e
- 1970 : 21e
- 1971 : 20e

### Tour d'Italie
1 participation
- 1968 : 28e

### Tour d'Espagne
1 participation
- 1967 : 27e